# سيفون المرحاض

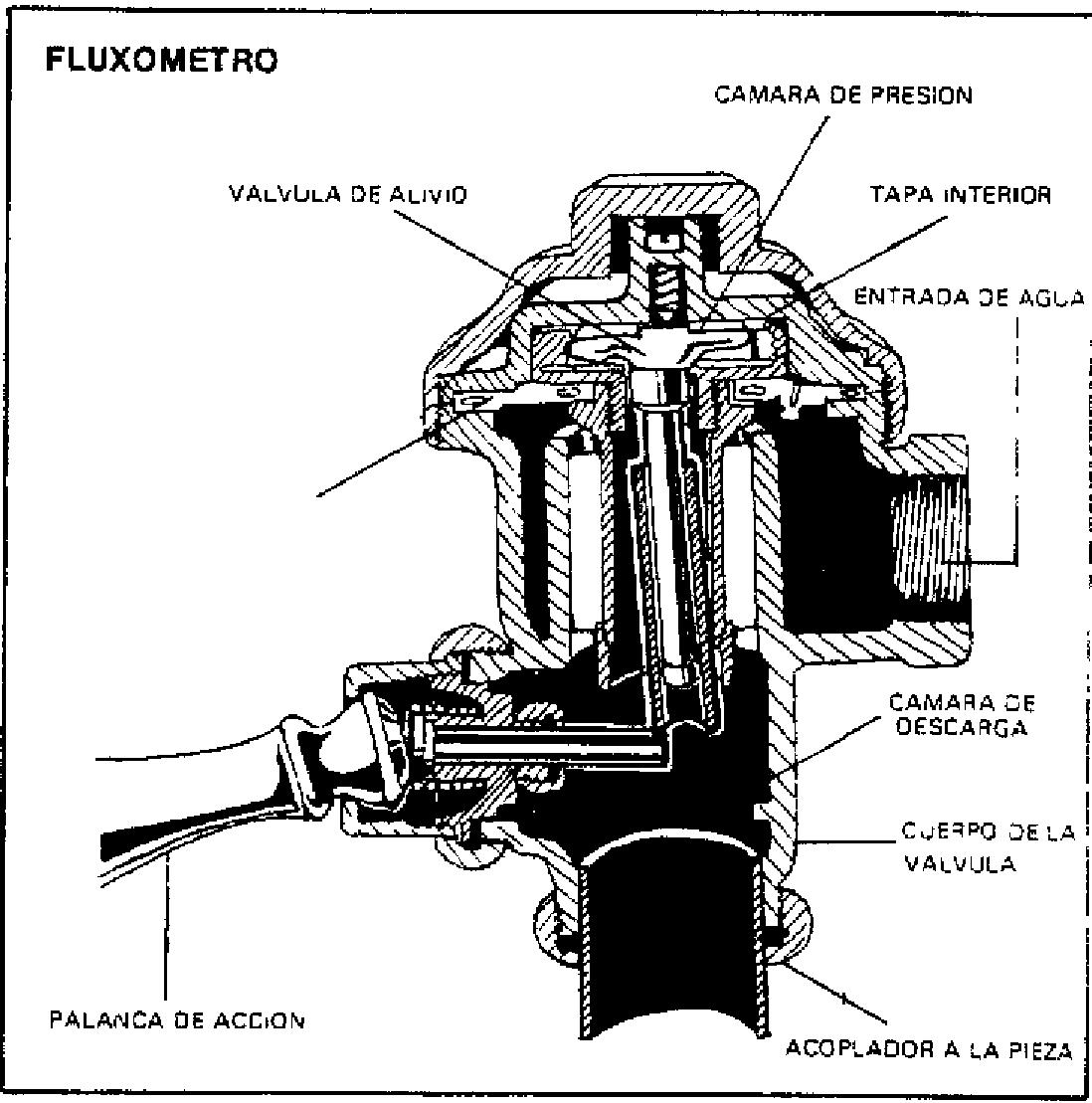
سيفون المرحاض.

سيفون المرحاض (بالإنجليزية:flushometer) هو قطعة معدنية ذا مقبض يتم تركيبه في المرحاض بغرض تصريف المياه فيه وقد اخترع من قبل وليام الفيس سلون.